# Folembray
Folembray is een gemeente in het Franse departement Aisne (regio Hauts-de-France). De plaats maakt deel uit van het arrondissement Laon. Folembray telde op 1 januari 2022 1.362 inwoners.

## Geografie
De oppervlakte van Folembray bedroeg op 1 januari 2022 8,85 vierkante kilometer; de bevolkingsdichtheid was toen 153,9 inwoners per km².
De onderstaande kaart toont de ligging van Folembray met de belangrijkste infrastructuur en aangrenzende gemeenten.

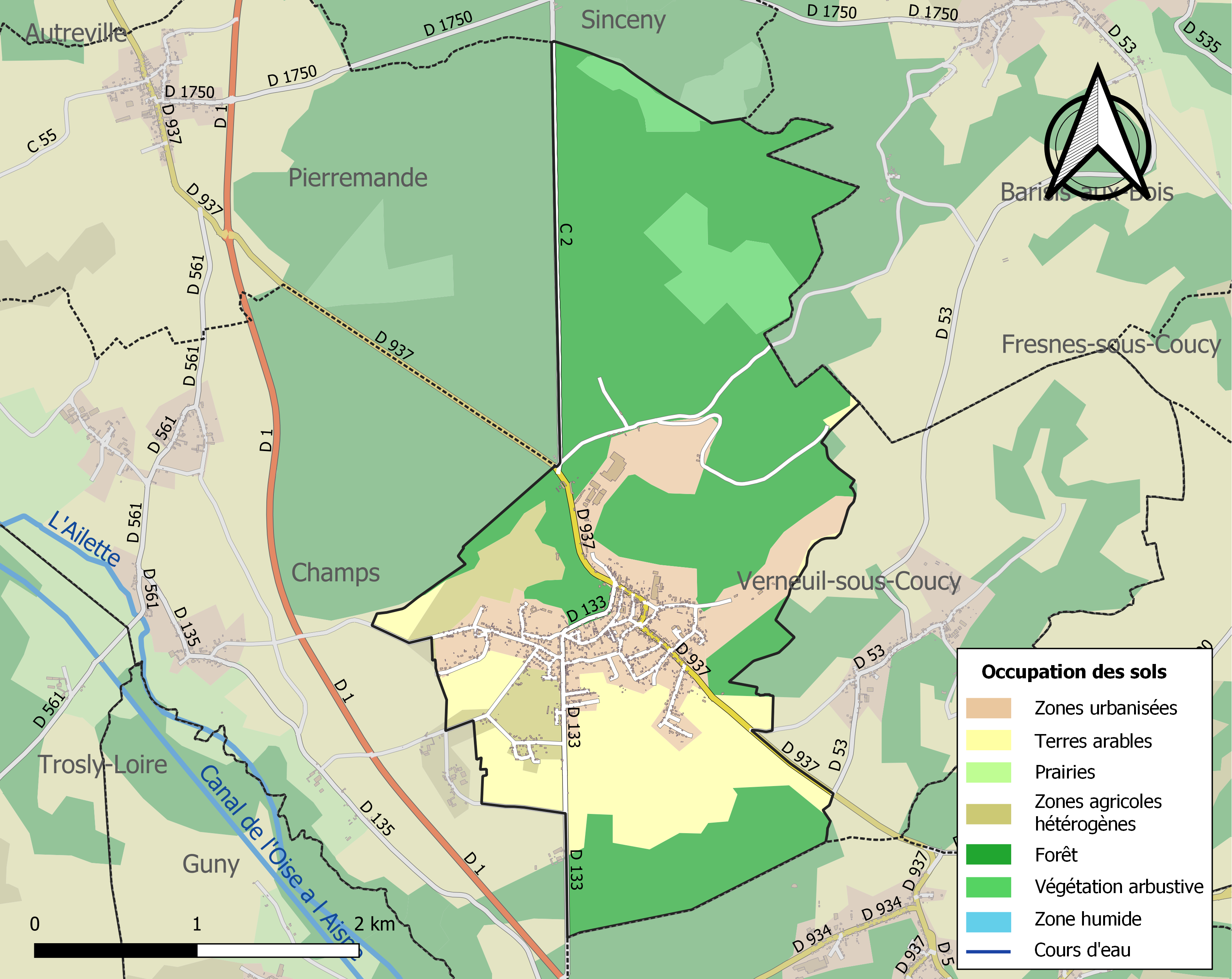

## Demografie
Onderstaande figuur toont het verloop van het inwonertal (bron: INSEE-tellingen).
Vanwege een beveiligingsprobleem met de MediaWiki Graph-software is het momenteel niet mogelijk deze grafiek weer te geven. Zodra de software is bijgewerkt zal de grafiek vanzelf weer zichtbaar worden.